# WHA Amateur Draft 1977
Der WHA Amateur Draft 1977 war die fünfte und letzte jährliche Talentziehung der professionellen Eishockeyliga World Hockey Association und fand im Frühsommer 1977 statt. Im Rahmen des Drafts wurden in zehn Runden insgesamt 90 Spieler durch die acht Franchises der Liga ausgewählt.
Mit dem ersten Wahlrecht zogen die Houston Aeros den Verteidiger Scott Campbell von den London Knights aus der Ontario Major Junior Hockey League.

## Draftergebnis
| Pick      | Spieler             | Land               | WHA-Team            | College-/ Junioren-/ Profi-Team        |
| 1. Runde  | 1. Runde            | 1. Runde           | 1. Runde            | 1. Runde                               |
| --------- | ------------------- | ------------------ | ------------------- | -------------------------------------- |
| 1.        | Scott Campbell (D)  | Kanada             | Houston Aeros       | London Knights (OMJHL)                 |
| 2.        | Barry Beck (D)      | Kanada             | Calgary Cowboys     | New Westminster Bruins (WCHL)          |
| 3.        | Ron Duguay (C)      | Kanada             | Winnipeg Jets       | Sudbury Wolves (OMJHL)                 |
| 4.        | Mike Crombeen (RW)  | Kanada             | Edmonton Oilers     | Kingston Canadians (OMJHL)             |
| 5.        | Doug Wilson (D)     | Kanada             | Indianapolis Racers | Ottawa 67’s (OMJHL)                    |
| 6.        | Rod Langway (D)     | Vereinigte Staaten | Birmingham Bulls    | University of New Hampshire (NCAA)     |
| 8.        | Miles Zaharko (D)   | Kanada             | Winnipeg Jets       | New Westminster Bruins (WCHL)          |
| 9.        | Lucien DeBlois (RW) | Kanada             | Nordiques de Québec | Éperviers de Sorel (QMJHL)             |
| 10.       | Dwight Foster (RW)  | Kanada             | Houston Aeros       | Kitchener Rangers (OMJHL)              |
| 2. Runde  |                     |                    |                     |                                        |
| 12.       | Brad Maxwell (D)    | Kanada             | Birmingham Bulls    | New Westminster Bruins (WCHL)          |
| 13.       | Tom Gorence (RW)    | Vereinigte Staaten | Calgary Cowboys     | University of Minnesota (NCAA)         |
| 14.       | John Anderson (RW)  | Kanada             | Nordiques de Québec | Toronto Marlboros (OMJHL)              |
| 17.       | Doug Berry (F)      | Kanada             | Calgary Cowboys     | University of Denver (NCAA)            |
| 19.       | Randy Pierce (RW)   | Kanada             | New England Whalers | Sudbury Wolves (OMJHL)                 |
| 21.       | Dave Semenko (F)    | Kanada             | Houston Aeros       | Brandon Wheat Kings (WCHL)             |
| 3. Runde  |                     |                    |                     |                                        |
| 22.       | Mark Johnson (C)    | Vereinigte Staaten | Birmingham Bulls    | University of Wisconsin–Madison (NCAA) |
| 30.       | Glen Hanlon (G)     | Kanada             | Houston Aeros       | Brandon Wheat Kings (WCHL)             |
| 4. Runde  |                     |                    |                     |                                        |
| 31.       | Normand Dupont (LW) | Kanada             | Birmingham Bulls    | Junior de Montréal (QMJHL)             |
| 35.       | Dale McCourt (C)    | Kanada             | Indianapolis Racers | St. Catharines Fincups (OMJHL)         |
| 38.       | Robert Picard (D)   | Kanada             | Nordiques de Québec | Junior de Montréal (QMJHL)             |
| 5. Runde  |                     |                    |                     |                                        |
| 44.       | Mike Bossy (RW)     | Kanada             | Indianapolis Racers | National de Laval (QMJHL)              |
| 46.       | Bill Stewart (D)    | Kanada             | Winnipeg Jets       | Niagara Falls Flyers (OMJHL)           |
| 47.       | Alain Côté (LW)     | Kanada             | Nordiques de Québec | Saguenéens de Chicoutimi (QMJHL)       |
| 6. Runde  |                     |                    |                     |                                        |
| 52.       | Jim Korn (D)        | Vereinigte Staaten | New England Whalers | Providence College (NCAA)              |
| 55.       | Markus Mattsson (G) | Finnland           | Houston Aeros       | Tampereen Ilves (SM-liiga)             |
| 57.       | Ric Seiling (RW)    | Kanada             | Winnipeg Jets       | St. Catharines Fincups (OMJHL)         |
| 7. Runde  |                     |                    |                     |                                        |
| 58.       | Bob Suter (D)       | Vereinigte Staaten | Birmingham Bulls    | University of Wisconsin (NCAA)         |
| 60.       | Dave Hoyda (LW)     | Kanada             | Edmonton Oilers     | Portland Winter Hawks (WCHL)           |
| 65.       | Eddy Godin (RW)     | Kanada             | Nordiques de Québec | Québec Remparts (QMJHL)                |
| 66.       | Harald Lückner (LW) | Schweden           | Houston Aeros       | Färjestad BK (Elitserien)              |
| 68.       | Jack O’Callahan (D) | Vereinigte Staaten | Calgary Cowboys     | Boston University (NCAA)               |
| 8. Runde  |                     |                    |                     |                                        |
| 70.       | Bobby Gould (RW)    | Kanada             | Calgary Cowboys     | University of New Hampshire (NCAA)     |
| 9. Runde  |                     |                    |                     |                                        |
| 79.       | Jim Craig (G)       | Vereinigte Staaten | Cincinnati Stingers | Boston University (NCAA)               |
| 81.       | Dan Chicoine (RW)   | Kanada             | Nordiques de Québec | Sherbrooke Castors (QMJHL)             |
| 10. Runde |                     |                    |                     |                                        |
| 83.       | Ken Linseman (LW)   | Kanada             | Birmingham Bulls    | Kingston Canadians (OMJHL)             |
| 84.       | Bruce Crowder (RW)  | Kanada             | Calgary Cowboys     | University of New Hampshire (NCAA)     |